# Samea baccatalis
Samea baccatalis is een vlinder uit de familie van de grasmotten (Crambidae). De wetenschappelijke naam van deze soort is voor het eerst voorgesteld als Loxostege baccatalis door George Duryea Hulst in een publicatie uit 1892.
De soort komt voor in de Verenigde Staten.